# 최보림
최보림은 대한민국의 드라마 작가이다. 

### 드라마
- 2016년 tvN 월화 드라마 《혼술남녀》 ... (공동 집필)
- 2018년 tvN 수목 드라마 《김비서가 왜 그럴까》 ... (공동 집필)
- 2019년 tvN 수목 드라마 《진심이 닿다》 ...(공동 집필)
- 2024년 JTBC 주말 미니시리즈 《정숙한 세일즈》 ... (집필)

### 시트콤
- 2008년 MBC 일일 시트콤 《코끼리》 ... (공동 집필)
- 2008년 tvN 금요 시트콤 《막돼먹은 영애씨 시즌4》 ... (공동 집필)
- 2009년 tvN 금요 시트콤 《막돼먹은 영애씨 시즌5》 ... (공동 집필)
- 2009년 tvN 금요 시트콤 《막돼먹은 영애씨 시즌6》 ... (공동 집필)
- 2010년 ~ 2011년 tvN 금요 시트콤 tvN 《막돼먹은 영애씨 시즌8》 ... (공동 집필)
- 2012년 tvN 목요 시트콤 《막돼먹은 영애씨 시즌11》 ... (공동 집필)
- 2013년 tvN 목요 시트콤 《막돼먹은 영애씨 시즌12》 ... (공동 집필)
- 2014년 tvN 목요 시트콤 《막돼먹은 영애씨 시즌13》 ... (공동 집필)